# Вітківський Валерій Леонідович
Вале́рій Леоні́дович Віткі́вський (нар. 20 квітня 1975 — пом. 12 серпня 2015) — солдат Збройних сил України, учасник російсько-української війни.

## Життєпис
Народився 1975 року в селі Комсомольське (сучасна Махнівка) Вінницької області. 1990 року закінчив 9 класів бердичівської ЗОШ № 17 міста Бердичів, потім — ПТУ № 33 (в сучасності Державний навчальний заклад «Бердичівське вище професійне училище») в селі Великі Низгірці Бердичівського району. Пройшов строкову службу в лавах Збройних Сил України.
8 лютого 2015 року мобілізований, солдат; стрілець танкового підрозділу 93-ї окремої бригади. З 22 квітня брав участь у боях на сході України.
12 серпня 2015-го загинув під час обстрілу терористами з РСЗВ «Град» позицій українських військових поблизу селища Опитне Ясинуватського району.
18 серпня 2015 року похований в смт Бродецьке Козятинського району.
Без Валерія лишилися дружина та донька 2012 р.н.

## Нагороди та вшанування
За особисту мужність, сумлінне та бездоганне служіння Українському народові, зразкове виконання військового обов'язку відзначений — нагороджений
- орденом «За мужність» ІІІ ступеня (25.12.2015, посмертно)[1]
- 18 серпня 2015 року на сесії Бердичівської міської ради прийнято рішення про перейменування вулиці Іллічівська на вулицю Валерія Вітківського
- 13 жовтня 2015 року у Бердичеві на приміщенні ЗОШ № 17 відкрито меморіальну дошку Валерію Вітківському.